# Laranjeiras do Sul
Laranjeiras do Sul est une municipalité brésilienne située dans l'État du Paraná.